# 深海生物聚落

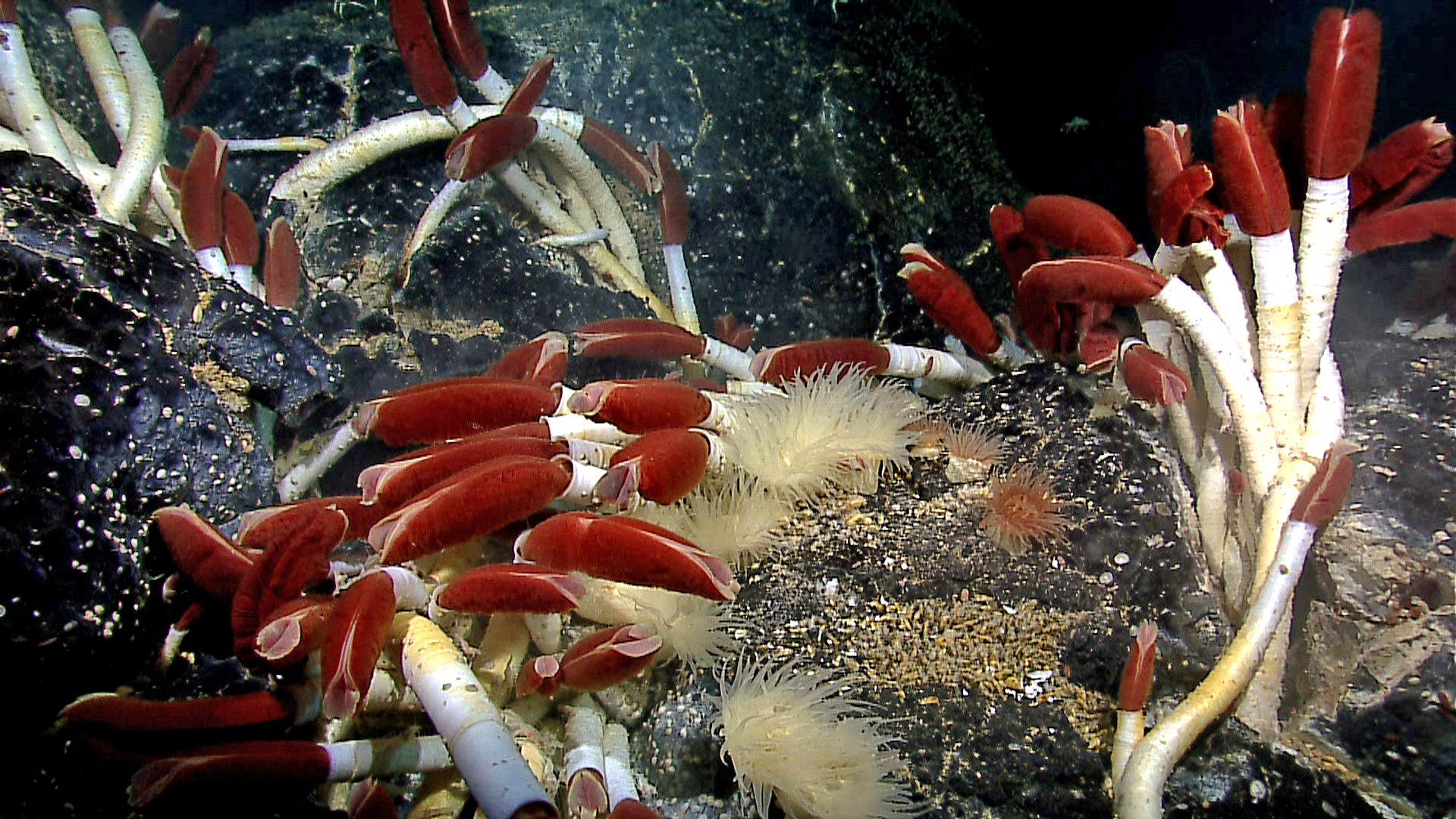
巨型管蟲

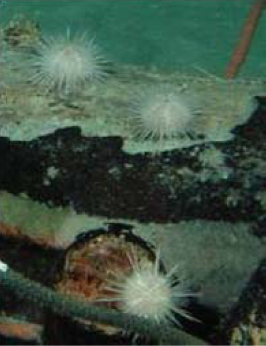
Asterechinus elegans

深海生物聚落是指棲息於深海的生物群落。由於技術和成本上的限制，目前關於深海生物相關的資訊仍付之闕如。深海生物有相當嚴酷的生存壓力，例如高水壓、高溫，及缺發光元，使過去一直以為能適應深海環境的生物不多。但到19世紀時，學者開始發現深海還是有相當高度的生態多樣性。
深海生物獲取能量及營養的方式主要有三種。第一種海洋雪，是來自淺層海洋的小型有機顆粒；第二種是鯨落，第三種是依靠海底熱泉及冷泉的化能合成。

## 延伸閱讀
- 微生物的世界 （页面存档备份，存于）
- 科學人雜誌 專吃海洋「飄雪」的怪方蟹 （页面存档备份，存于）
- Fanily 深海熱泉生態系和淺海熱泉生態系有什麼不同？ （页面存档备份，存于）